# Alótipo

As partes constantes de cada subtipo de imunoglobulinas são alótipos.

Alótipo (do grego, allo, diferente e typos forma) em imunologia se refere às variantes da região constante de uma determinada subclasse de imunoglobulinas que é peculiar a indivíduo e determinada geneticamente. É detectada como um antígeno pela maioria dos outros membros da mesma espécie que possuam uma região constante diferente.
Em outras palavras, é a parte das imunoglobulina que cada membro de uma espécie geralmente tem diferente. Os alótipos podem ser igual em caso de irmãos gêmeos idênticos. Ambas cadeias leves e ambas cadeias pesadas de cada imunoglobulinas são alótipos. E podem ser usadas em um teste de paternidade.